# كرة القدم في نيجيريا
كرة القدم في نيجيريا هي رياضة شعبية. يتنافس فريق كرة قدم نيجيريا الوطني بانتظام في البطولات الدولية والعديد من لاعبي كرة القدمِ النيجيريينِ يتنافسون في أوروبا ، خصوصاً في إنجلترا. نيجيريا تمتلك إحدى أجود الفرق الوطنية في قارة أفريقيا وأنجبت العديد من لاعبي كرة القدم البارزين.

## فريق كرة قدم نيجيريا الوطني
يعرف هذا الفريق بلقب النسور الممتازة حيث أن الفريق الوطني لنيجيريا وتحت سيطرة اتحاد كرة قدمِ نيجيريا وطبقاً لتصنيف رتب اتحاد كرة القدم العالمي نيجيريا هي في المرتبة التاسعة والثلاثون، حالياً يقع ضمن أفضل خمس فرق في اتحاد كرة القدم الأفريقية.
لعب فريق كرة القدم النيجيري مباراتهم الأولى الدولية ضدّ فريقِ كرة قدم سيراليون الوطني في فريتاون في 8 أكتوبر/تشرين الأول عام 1949
نيجيريا حيث ربحوا بنتيجة 2-0. فوزهم الأكبر المسجّل كان بنتيجة 10-1 ضدّ بنين.
تأهّل نسور نيجيريا للمرة الأولى لتمثيل أفريقيا في بطولة شباب اتحاد كرة القدم العالمي عام 1983 في المكسيك. بالرغم من أن نيجيريا لم تتجاوز الدورة الأولى، ضربهم الإتحاد السوفيتي بنتيجة 1-0 وحملتهم هولندا إلى أن ينسحبوا بدون أهداف.